# Electrolite
"Electrolite" er en sang af det alternative rockband R.E.M., der blev udgivet som den tredje single fra deres tiende studiealbum, New Adventures in Hi-Fi. Sangen er en klaverbaseret ballade om Los Angeles, Hollywood-ikoner og afslutningen på 1900-tallet. Singlen blev udgivet den 2. december 1996 i Storbritannien og den 2. februar 1997 i USA.
Oprindeligt var Michael Stipe imod at have sangen med på albummet, men blev nedstemt af Peter Buck og Mike Mills. Det er siden blevet en af hans favoritsange som gruppen har udgivet, og ligeledes blandt Thom Yorkes favoritsange. Det engelske rockband Radiohead har lavet en coverversion af "Electrolite", som de har optrådt med live under koncerter.
Singlens musikvideo blev instrueret af Peter Care og Spike Jonze, og den "involverede strandbuggyer, vanvittige kostumer og gummirensdyr."

## Spor
Alle sange er skrevet af Bill Berry, Peter Buck, Mike Mills og Michael Stipe.
1. "Electrolite" – 4:05
2. "The Wake-Up Bomb" (Live) – 5:07
3. "Binky the Doormat" (Live) – 5:01
4. "King of Comedy" (808 State remix) – 5:36

Live-numrene blev optaget på Omni Coliseum, Atlanta Georgia den 18. november 1995. Den er taget fra deres liveversion på videoen Road Movie.

## Hitlister
| Hitliste               | Højeste placering |
| ---------------------- | ----------------- |
| U.S. Billboard Hot 100 | 96                |
| U.S. R&R AAA           | 5                 |
| Canadian Hot 100       | 24                |
| UK Singles Chart       | 29                |